# Humboldtina
La humboldtina és un mineral de la classe dels compostos orgànics, que pertany i dona nom al grup de la humboldtina. Rep el seu nom de Friedrich Heinrich Alexander von Humboldt (1769-1859), naturalista, explorador i científic alemany.

## Característiques
La humboldtina és una substància orgànica de fórmula química Fe²⁺(C₂O₄)(H₂O)₂. Cristal·litza en el sistema monoclínic. La seva duresa a l'escala de Mohs es troba entre 1,5 i 2. És l'anàleg amb ferro de la lindbergita. La neteja d'espècimens amb àcid oxàlic poden produir recobriments antropogènics de humboldtina sobre aquests.
Segons la classificació de Nickel-Strunz, la humboldtina pertany a «10.AB - Sals d'àcids orgànics: oxalats» juntament amb els següents minerals: lindbergita, gluixinskita, moolooïta, stepanovita, minguzzita, wheatleyita, zhemchuzhnikovita, weddel·lita, whewel·lita, caoxita, oxammita, natroxalat, coskrenita-(Ce), levinsonita-(Y), zugshunstita-(Ce) i novgorodovaïta.

## Formació i jaciments
És un mineral orgànic autigènic rar, que es troba a la superfície en fractures en els dipòsits de carbó, i poques vegades en pegmatites granítiques i dipòsits minerals hidrotermals. Va ser descoberta l'any 1821 a Korozluky, a la ciutat de Most, a la regió d'Ústí nad Labem (Bohèmia, República Txeca).